# Jan Buiskool

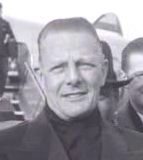
Jan Buiskool (1948)

Johannes „Jan“ Ate Eildert Buiskool (* 15. September 1899 in Koedijk, Provinz Noord-Holland; † 30. Oktober 1960 in Gorssel, Provinz Gelderland) war ein niederländischer Jurist und Kolonialbeamter, der zwischen 1951 und 1952 Premierminister von Suriname war.

## Leben
Johannes „Jan“ Ate Eildert Buiskool verbrachte seine Kindheit zeitweise in Suriname, wo sein Vater Hendrik Buiskool zwischen 1904 und 1911 als Pastor tätig war. Nach dem Schulbesuch in Den Helder absolvierte er ein Studium der Rechtswissenschaften an der Universiteit van Amsterdam, das er im Juli 1925 mit dem doctoraal examen abschloss. Anschließend war er als Rechtsanwalt und später als Richter tätig. 1945 ging er nach Suriname und war dort zunächst Präsident des Gerichtshofes (Hof van Justitie) sowie Minister verschiedener Ressorts. Er war Vorsitzender der surinamischen Delegation bei den am 27. Januar 1948 in Den Haag begonnenen Verhandlungen, die am 20. September 1948 dazu führten, dass Suriname zunächst im Rahmen einer Interimsregelung ein gleichberechtigter Teil der Niederlande wurden. Er verfasste den Vorentwurf des Statuts und arbeitete auch am surinamischen Verfassungsrecht mit.
Im April 1951 wurde Buiskool Minister für allgemeine Angelegenheiten (Minister van Algemene Zaken) und bekleidete dies Funktion bis September 1954. Als Nachfolger von Jacques Adam Drielsma übernahm er am 4. Juni 1951 selbst das Amt als Premierminister von Suriname (Minister-president) und hatte dieses bis zu seiner Ablösung durch Adriaan Alberga am 6. September 1952 inne. Als solcher war er auch Leiter der Delegation bei der am 3. April 1952 in Den Haag begonnenen Konferenz, die 1954 zur formellen Annahme des Statuts führte, wodurch Suriname wie auch die Niederländischen Antillen nach Ablauf der sechsjährigen Interimsregelung den Status eines gleichberechtigten und sich selbst verwaltenden Teils des Königreichs der Niederlande erhielt. Nach dem Ende seiner Amtszeit kehrte er in die Niederlande zurück und war wieder als Richter tätig.

## Veröffentlichungen
Jan Buiskool verfasste darüber hinaus zahlreiche juristische Fachbücher. Zu seinen Veröffentlichungen gehören:
- De verkrijging van de onafhankelijkheid der Philippijnen, Promotion Universiteit van Amsterdam, 1935
- Surinaamsch staatsrecht, 1937
- De internationalisatie van het Suez-kanaal, 1938
- Mogen wij straffen? Proeve tot verklaring van den rechtsgrond der straf, 1941
- Suriname nu en straks. Een sociaal-economische en staatkundige beschouwing, 1946
- De staatsinstellingen van Suriname. In de hoofdzaken mede vergeleken met die van Nederland en de Nederlandse Antillen, 1954